# Changjunhu
Changjunhu (xinès simplificat: 长津湖, pinyin: Chángjīnhú, conegut internacionalment en anglès com The Battle at Lake Changjin) és una pel·lícula bèl·lica de la República Popular de la Xina (RPX) de 2021.
Traduïble com «La batalla del llac Changjin», és la pel·lícula més cara produïda a la RPX fins al dia d'avui, amb un pressupost d'uns 170 milions d'euros. Encarregada pel departament de publicitat del partit governant del país, el Partit Comunista Xinès, i anunciada en el marc del centenari del Partit Comunista Xinès, fou codirigida per Chen Kaige, Tsui Hark i Dante Lam, amb el guió d'en Lan Xiaolong i Huang Jianxin, produïda per Yu Dong i protagonitzada per Wu Jing i Jackson Yee.
La recaptació mundial de la pel·lícula està al voltant de 800 milions d'euros, la qual cosa la converteix en la pel·lícula més taquillera de 2021 després del Spider-Man: No Way Home, la pel·lícula més taquillera de la història del cinema de la RPX i la pel·lícula no anglesa més taquillera.

## Argument
La pel·lícula se centra en la victòria contra tot pronòstic de l'exèrcit xinès, Exèrcit Popular d'Alliberament, en la batalla de l'embassament de Chosin contra les tropes de les Nacions Unides, liderades pels Estats Units, en el marc de la guerra de Corea.